# Спир, Моника
Мо́ника Спир Мооц (исп. Mónica Spear Mootz; 1 октября 1984 — 6 января 2014) — венесуэльская актриса, Мисс Венесуэла 2004 года, четвёртая вице-мисс на конкурсе Мисс Вселенная-2005.

## Биография
Моника Спир Мооц родилась 1 октября 1984 года в Маракайбо. Имела английские корни по отцу и немецкие по матери. В 2004 году была выбрана представлять штат Гуарико на конкурсе Мисс Венесуэла. 23 сентября 2004 Моника Спир была выбрана новой Мисс Венесуэла. Корону ей передала победительница прошлого года Ана Карина Аньес Дельгадо.
В 2005 году Моника представляла Венесуэлу на конкурсе Мисс Вселенная в Бангкоке. Победительницей тогда стала Натали Глебова, русская эмигрантка из Канады. Моника Спир стала четвёртой вице-мисс.
После окончания контракта с устроителями конкурса Моника училась театральному искусству в Университете Центральной Флориды. Дебютировала на телевидении ролью в сериале Моя кузина Сиела в 2007 году.
В 2010 году сыграла главную роль в сериале Flor Salvaje производства Телемундо. Последней работой Моники стала роль Бьянки Сантильяны в сериале «Запретная страсть».

## Смерть
Вечером 6 января 2014 года Моника Спир и её супруг Генри Берри, ирландец по происхождению, погибли в результате нападения в Венесуэле, их пятилетняя дочь получила огнестрельное ранение в ногу.
Жестокое убийство бывшей Мисс Венесуэла вызвало большой резонанс в стране. О нём, выступая в эфире местного телевидения, говорил даже президент Николас Мадуро. По его словам, грабители буквально изрешетили пулями Спир и её мужа.
Спир в последнее время постоянно проживала в США, в родную Венесуэлу она, муж и ребёнок приехали на каникулы.

## Фильмография
- Презрение (2006) — Тамара Кампос
- Моя кузина Сьела (2007) — Грасиэла Самбрано Авила
- Улица Луны, улица Солнца (2009) — Мария Эсперанса Родригес
- Идеальная женщина (2010) — Микаэла Гомес
- Дикий цветок (2011) — Аманда Монтеверде
- Запретная Страсть (2013) — Бьянка Сантильяна